# 알리나 카바예바
알리나 마라토브나 카바예바(러시아어: Алина Маратовна Кабаева, 타타르어: Älinä Marat qızı Qabayeva, Әлинә Марат кызы Кабаева, 1983년 5월 12일 우즈베크 SSR 타슈켄트 ~ )는 러시아의 전직 리듬 체조 선수이자 현직 정치인이다.
2004년 아테네 하계 올림픽 여자 리듬체조 개인 종합에서 금메달을 딴 것을 비롯해서 여러 차례 세계 대회를 석권하였다. 선수 생활을 마친 후에는 패션 모델로 활동하는가 하면, 정계에 진출하여 2007년부터 2014년까지 통합 러시아당 소속 국가 두마(러시아 연방 하원) 의원을 역임하기도 했다. 블라디미르 푸틴 대통령과 연인 사이라는 소문이 있다.